# Liste der Monuments historiques in Moisson
Die Liste der Monuments historiques in Moisson führt die Monuments historiques in der französischen Gemeinde Moisson auf.

## Liste der Bauwerke
| Bezeichnung       | Beschreibung | Standort | Kennzeichnung | Schutzstatus | Datum | Bild |
| ----------------- | ------------ | -------- | ------------- | ------------ | ----- | ---- |
| Maison du Passeur |              | (Lage)   | PA00087546    | Inscrit      | 1980  |      |